# Niina Ahtiainen
Niina Ahtiainen (Imatra, 4 de novembro de 1997) é uma jogadora de voleibol de praia da Finlândia, medalhista de prata no Campeonato Europeu Sub-20 de 2015 no Chipre e de bronze na categoria Sub-18 de 2014 na Noruega.

## Carreira
Em 2012 disputou o Campeonato Europeu Sub-18 sediado em Hartberg ao lado de Ida Sinisalo e finalizaram na décima nona posição e estrearam no Circuito Mundial no Aberto de Åland. No ano seguinte disputaram o Campeonato Europeu Sub-18 em Molodechno e obtiveram a décima sétima posição e na edição do Europeu Sub-20 em Vilnius terminaram na nona posição, também conquistaram a terceira posição na edição da CEV Continental Cup Juvenil, Grupo F em Zagrebe o Circuito NEVZA em Gotemburgo terminando na quinta posição
Em 2014 esteve ao lado de Anniina Parkkinen na etapa Satélite em Antália, foram nonas colocadas no Europeu Sub-20 em Cesenaticoe novamente com Ida Sinisalo conquistou a medalha de bronze na edição do Campeonato Europeu Sub-18 em Kristiansand. Na temporada de 2015 voltou a formar dupla com Ida Sinisalo no Circuito NEVZA em Lohja, obtendo a nona posição, mesmo posto obtido pela dupla no Campeonato Europeu Sub-22 em Macedo de Cavaleiros, já no Europeu Sub-20 de 2015 foram vice-campeãs em Larnaca, ainda ficaram em nono no Circuito NEVZA em Gotemburgo.
Em 2016 seguiu competindo com Ida Sinisalo e no Aberto de Brno, circuito mundial, obtiveram a quinta colocação; também disputaram o Campeonato Mundial Sub-21 em Lucerna alcançaram a décima sétima colocação, conquistaram o nono lugar no Europeu Sub-20 em Antália e o décimo sétimo no Europeu Sub-22 em Tessalônica, além do vice-campeonato na etapa do Circuito NEVZA em Kuopio e nono em Oslo, obtiveram ainda o terceiro posto no Circuito Europeu na etapa Satélite de Skopje  e o quarto lugar em Pelhrimov.
Renovada a parceria, em 2017 disputaram etapa cinco estrelas de Fort Lauderdale e três estrelas de Moscou, também nesta categoria esteve com Anniina Parkkinen em Qinzhou terminando na nono lugar, em mais uma edição do Campeonato Europeu Sub-22 em Baden, desfazendo a dupla após a disputa da edição do Circuito Europeu Finals em Jūrmala.Em 2018 passou a competi com Riikka Lehtonen alcançando a quinta posição na etapa três estrelas de Tóquio]] e no quatro estrelas de Haia e em nono na edição do Campeonato Europeu nesta mesma cidade.
No Circuito Mundial de 2019 renovou com Riikka Lehtonen e conquistaram como melhor resultado a décima sétima posição no torneio quatro estrelas de Espinho, mesmo posto obtido no Campeonato Europeu de Moscou.Na edição do Campeonato Europeu de 2020 em Jūrmala finalizaram na quinta posição.Em 2021 conquistaram a terceira posição na Continental Cup na etapa em Esmirna e em nono na Continetal Cup Finals nos Países Baixos, além do décimo sétimo lugar no Campeonato Europeu em Viena. Em 2022 com Anniina Parkkinen alcançou a trigésima terceira posição no Challenge em Tlaxcala, depois, passou a formar dupla com Taru Lahti e conquistou a nona posição no Challenge de Doha e o Elite 16 em Jūrmala, ainda disputaram o Campeonato Mundial de 2022 em Roma.
- «Perfil no sitio da Beach Volleyball Database» (em inglês)
- «Perfil no sitio do Instagram» (em inglês)
- «Perfil no sitio do Twitter» (em inglês)
- «Perfil no Sitio da FIVB» 🔗 (em inglês)
- «Perfil no sitio do Beach Majors GmbH» (em inglês)
- «Perfil no Sitio da CEV» 🔗 (em inglês)
- «Perfil no sitio do Beach Volleybox.net» (em inglês)